# Ромуальд Олександрович Зямкевіч
Ромуальд Олександрович Зямкевіч (7 лютого 1881, Варшава — 1944, концтабір Освенцім) — білоруський бібліограф, історик літератури, публіцист, перекладач.
Навчався в Києві. За професією інженер-механік. У 1908 робив фольклорний-етнографічні записи на Борисовщині. У 1915–1917 жив у Мінську, працював військовим інженером.
Зібрав багату бібліотеку, колекції рукописів, білоруського одягу, збір білоруських стародруків: Біблія Франциска Скорини, Острозька Біблія 1581 року, «Лексикон» П. Беринди, «Хроніка» М. Бєльського і т. д., татарські рукописи XVI — XVII ст. У 1910 видав «Білоруську бібліографію» — перший спеціальний бібліографічний довідник на білоруській мові. Писав вірші, перекладав з української і французької мов на білоруську. У роки Другої світової війни при невідомих обставинах потрапив в гестапо і, за деякими відомостями, в 1943 або 1944 загинув у концтаборі Освенцім.